# Trachylepis bensonii
Trachylepis bensonii este o specie de șopârle din genul Trachylepis, familia Scincidae, descrisă de Peters 1867. Conform Catalogue of Life specia Trachylepis bensonii nu are subspecii cunoscute.

## Galerie

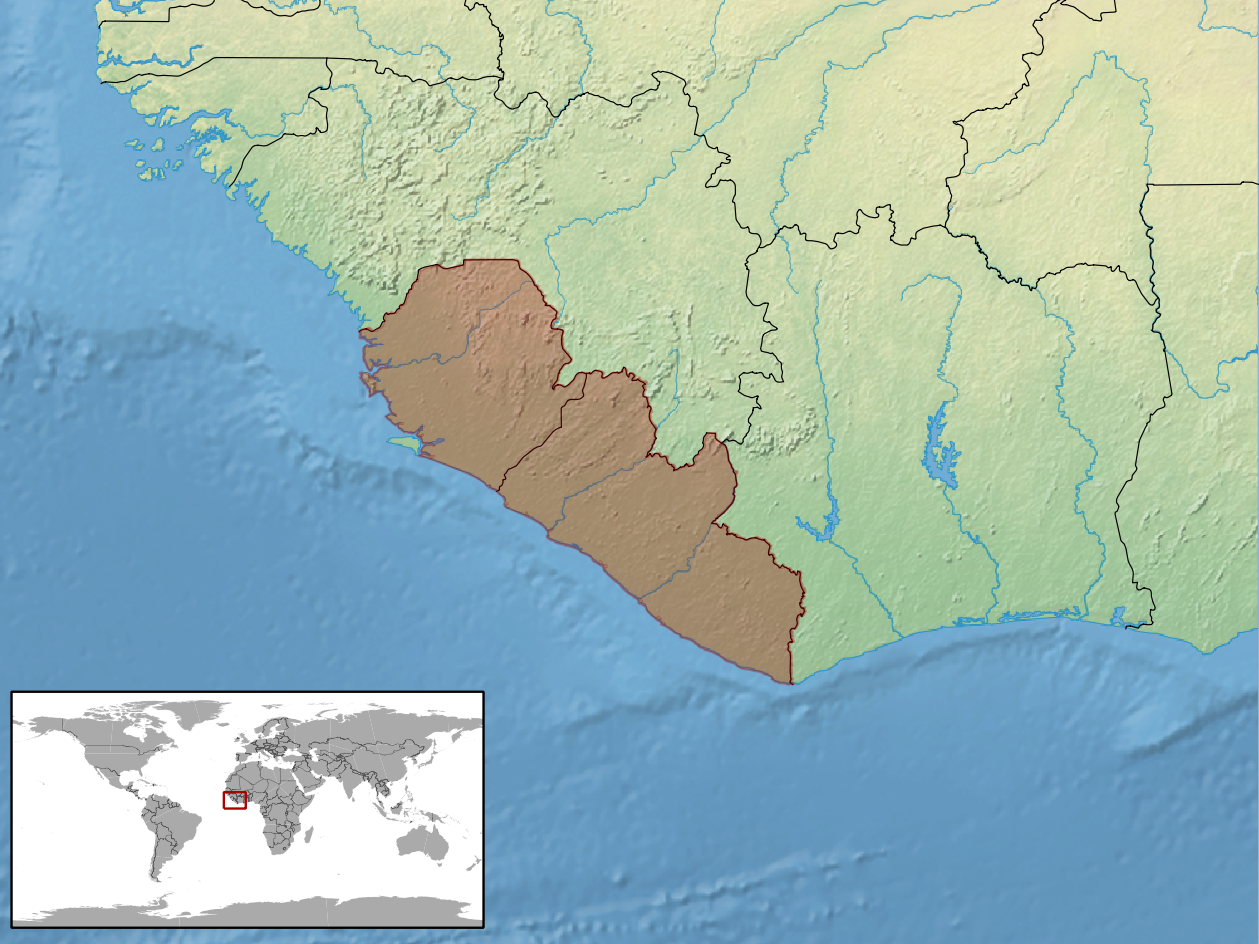